# 阿维尼翁节

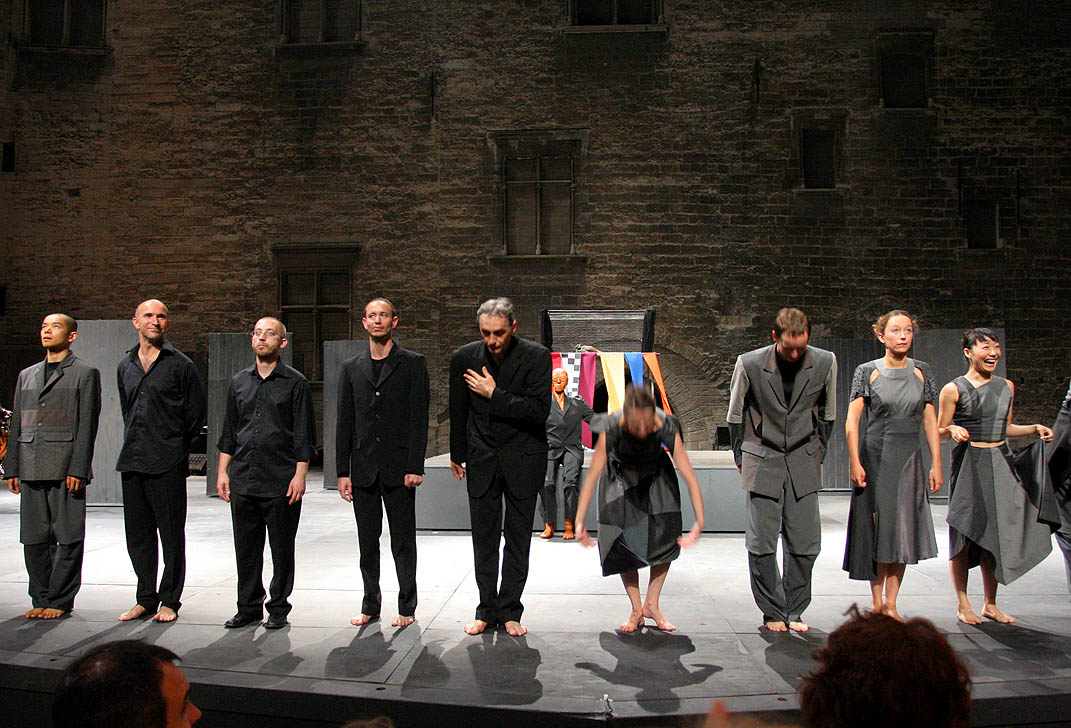
2006年的阿维尼翁节

阿维尼翁节（法語：Festival d'Avignon），又称阿维尼翁艺术节，是每年7月於法国城市阿维尼翁城内的教宗宮一带举办的大型戲劇艺术节，由Jean Vilar于1947年创办，是法國現存最古老的艺术节，亦是世界著名的大型艺术节。

## 历史
艺术节分為內部與外部，內部由官方主辦，主要在宮內之榮譽庭院演出，外部則由眾多劇團合辦，主要在城内的戲劇學校、街道或任何地方進行演出。